# Temporada 1982-83 de los Milwaukee Bucks
La temporada 1982-83 fue la decimoquinta de los Milwaukee Bucks en la NBA. La temporada regular acabó con 51 victorias y 31 derrotas, ocupando el segundo puesto de la Conferencia Este, clasificándose para los playoffs, en los que cayeron en las finales de conferencia ante los Philadelphia 76ers.

## Elecciones en elDraft
| Ronda | Puesto | Jugador      | Posición  | Nacionalidad   | Universidad |
| ----- | ------ | ------------ | --------- | -------------- | ----------- |
| 1     | 20     | Paul Pressey | Alero     | Estados Unidos | Tulsa       |
| 2     | 27     | Fred Roberts | Ala-Pívot | Estados Unidos | BYU         |

## Temporada regular
| División Central    | División Central | División Central | División Central | División Central | División Central | División Central | División Central | División Central |
| Equipo              | G                | P                | %                | PD               | Casa             | Fuera            | Div              |                  |
| ------------------- | ---------------- | ---------------- | ---------------- | ---------------- | ---------------- | ---------------- | ---------------- | ---------------- |
| y-Milwaukee Bucks   | 51               | 31               | .622             | –                | 31–10            | 20–21            | 22–7             |                  |
| x-Atlanta Hawks     | 43               | 39               | .524             | 8                | 26–15            | 17–24            | 21–8             |                  |
| Detroit Pistons     | 37               | 45               | .451             | 14               | 23–18            | 14–27            | 19–11            |                  |
| Chicago Bulls       | 28               | 54               | .341             | 23               | 18–23            | 10–31            | 13–17            |                  |
| Cleveland Cavaliers | 23               | 59               | .280             | 28               | 15–26            | 8–33             | 8–22             |                  |
| Indiana Pacers      | 20               | 62               | .244             | 31               | 14–27            | 6–35             | 6–24             |                  |

## Playoffs

### Semifinales de Conferencia
Milwaukee Bucks vs. Boston Celtics
| Fecha       | Partido                                | Ciudad    |
| ----------- | -------------------------------------- | --------- |
| 27 de abril | Milwaukee Bucks 116, Boston Celtics 95 | Milwaukee |
| 29 de abril | Milwaukee Bucks 95, Boston Celtics 91  | Milwaukee |
| 1 de mayo   | Boston Celtics 99, Milwaukee Bucks 107 | Boston    |
| 2 de mayo   | Boston Celtics 93, Milwaukee Bucks 107 | Boston    |
|             | Milwaukee Bucks gana las series 4-0    |           |

### Finales de Conferencia
Philadelphia 76ers vs. Milwaukee Bucks 
| Fecha      | Partido                                     | Ciudad     |
| ---------- | ------------------------------------------- | ---------- |
| 8 de mayo  | Philadelphia 76ers 111, Milwaukee Bucks 109 | Filadelfia |
| 11 de mayo | Philadelphia 76ers 87, Milwaukee Bucks 81   | Filadelfia |
| 14 de mayo | Milwaukee Bucks 96, Philadelphia 76ers 104  | Milwaukee  |
| 15 de mayo | Milwaukee Bucks 100, Philadelphia 76ers 94  | Milwaukee  |
| 18 de mayo | Philadelphia 76ers 115, Milwaukee Bucks 103 | Filadelfia |
|            | Philadelphia 76ers gana las series 4-1      |            |

## Estadísticas
| Rk | Jugador          | Edad | P  | PT | MP   | TC  | TCI  | %TC  | T3  | T3I | %T3  | TL  | TLI | %TL  | RO  | RD  | RT  | AS  | RB  | TAP | BP  | FP  | PTS  |
| -- | ---------------- | ---- | -- | -- | ---- | --- | ---- | ---- | --- | --- | ---- | --- | --- | ---- | --- | --- | --- | --- | --- | --- | --- | --- | ---- |
| 1  | Marques Johnson  | 26   | 80 | 80 | 35.7 | 9.0 | 17.8 | .509 | 0.1 | 0.3 | .200 | 3.3 | 4.5 | .735 | 2.5 | 4.6 | 7.0 | 4.5 | 1.3 | 0.7 | 2.5 | 2.6 | 21.4 |
| 2  | Sidney Moncrief  | 25   | 76 | 76 | 35.7 | 8.0 | 15.2 | .524 | 0.0 | 0.1 | .100 | 6.6 | 7.9 | .826 | 2.5 | 3.2 | 5.8 | 3.9 | 1.5 | 0.3 | 2.6 | 2.4 | 22.5 |
| 3  | Junior Bridgeman | 29   | 70 | 5  | 26.5 | 6.0 | 12.2 | .492 | 0.0 | 0.2 | .077 | 2.3 | 2.8 | .837 | 0.6 | 2.9 | 3.5 | 3.0 | 0.6 | 0.1 | 1.7 | 2.2 | 14.4 |
| 4  | Mickey Johnson   | 30   | 6  | 0  | 25.5 | 5.0 | 11.0 | .455 | 0.0 | 0.3 | .000 | 1.2 | 1.5 | .778 | 1.5 | 2.7 | 4.2 | 1.8 | 0.2 | 0.3 | 2.0 | 3.7 | 11.2 |
| 5  | Dave Cowens      | 34   | 40 | 34 | 25.4 | 3.4 | 7.7  | .444 | 0.0 | 0.1 | .000 | 1.3 | 1.6 | .825 | 1.8 | 5.0 | 6.9 | 2.1 | 0.8 | 0.4 | 1.1 | 3.4 | 8.1  |
| 6  | Bob Lanier       | 34   | 39 | 35 | 25.1 | 4.2 | 8.5  | .491 | 0.0 | 0.0 | .000 | 2.3 | 3.4 | .684 | 1.5 | 3.6 | 5.1 | 2.7 | 0.9 | 0.6 | 2.1 | 3.2 | 10.7 |
| 7  | Brian Winters    | 30   | 57 | 12 | 23.9 | 4.5 | 10.3 | .434 | 0.4 | 1.2 | .324 | 1.3 | 1.5 | .859 | 0.6 | 1.3 | 1.9 | 2.7 | 0.8 | 0.1 | 1.4 | 2.3 | 10.6 |
| 8  | Alton Lister     | 24   | 80 | 37 | 23.6 | 3.4 | 6.4  | .529 | 0.0 | 0.0 |      | 1.6 | 3.0 | .537 | 2.1 | 5.0 | 7.1 | 1.4 | 0.6 | 2.2 | 2.3 | 4.1 | 8.4  |
| 9  | Harvey Catchings | 31   | 74 | 33 | 21.0 | 1.2 | 2.7  | .457 | 0.0 | 0.0 |      | 0.8 | 1.2 | .674 | 1.8 | 3.7 | 5.5 | 1.0 | 0.4 | 2.0 | 1.1 | 3.0 | 3.3  |
| 10 | Phil Ford        | 26   | 70 | 56 | 20.7 | 2.8 | 5.9  | .471 | 0.0 | 0.1 | .125 | 1.3 | 1.6 | .796 | 0.3 | 1.1 | 1.4 | 3.6 | 0.7 | 0.0 | 1.6 | 2.4 | 6.8  |
| 11 | Paul Pressey     | 24   | 79 | 18 | 19.3 | 2.7 | 5.9  | .457 | 0.0 | 0.1 | .111 | 1.3 | 2.2 | .597 | 1.1 | 2.5 | 3.6 | 2.6 | 1.3 | 0.6 | 2.1 | 2.2 | 6.7  |
| 12 | Charlie Criss    | 34   | 66 | 0  | 14.0 | 2.6 | 5.7  | .451 | 0.1 | 0.5 | .194 | 1.0 | 1.2 | .895 | 0.2 | 1.0 | 1.2 | 1.9 | 0.4 | 0.0 | 0.7 | 0.7 | 6.2  |
| 13 | Steve Mix        | 35   | 57 | 20 | 13.9 | 2.3 | 4.8  | .487 | 0.0 | 0.1 | .250 | 1.3 | 1.5 | .851 | 0.6 | 1.7 | 2.4 | 1.2 | 0.6 | 0.1 | 0.8 | 1.2 | 6.0  |
| 14 | Armond Hill      | 29   | 14 | 3  | 12.1 | 1.0 | 1.9  | .538 | 0.0 | 0.0 |      | 1.3 | 1.6 | .818 | 0.4 | 1.1 | 1.4 | 1.9 | 0.6 | 0.0 | 0.9 | 1.4 | 3.3  |
| 15 | Paul Mokeski     | 26   | 50 | 1  | 11.8 | 1.3 | 2.8  | .460 | 0.0 | 0.0 | .000 | 0.7 | 0.8 | .810 | 0.6 | 1.9 | 2.4 | 0.5 | 0.2 | 0.4 | 0.8 | 2.8 | 3.2  |
| 16 | Sam Pellom       | 31   | 4  | 0  | 5.0  | 1.0 | 2.5  | .400 | 0.0 | 0.0 |      | 0.0 | 0.0 |      | 0.5 | 1.5 | 2.0 | 0.0 | 0.0 | 0.0 | 0.5 | 0.8 | 2.0  |

## Galardones y récords
| Jugador         | Galardón                                                                                      |
| Sidney Moncrief | Mejor Defensor de la NBA Mejor quinteto de la NBA Mejor quinteto defensivo de la NBA All-Star |
| Don Nelson      | Entrenador del Año de la NBA                                                                  |
| Marques Johnson | All-Star                                                                                      |